# Surtraitement
 Mise en garde médicale
Application d'un traitement médical inutile et/ou nuisible.
Le surtraitement est souvent la conséquence du surdiagnostic, notamment lors de dépistages de maladies. Dans ce cas, les
surtraitements peuvent donner l'illusion de l'efficacité de la médecine en "guérissant" des maladies qui n'existent pas.

## Citation
- « Bérenger: Vous avez tort de ne pas croire à la médecine. - Jean: Les médecins inventent des maladies qui n'existent pas. - Bérenger: Cela part d'un bon sentiment. C'est pour le plaisir de soigner des gens. » Rhinocéros, Eugène Ionesco.

- « Il est difficile de faire comprendre la définition du surtraitement à des soignants quand leur salaire dépend de ce qu'ils ne doivent pas la comprendre ». D'après Upton Sinclair.